# Кулматов, Шерзод Дустмуратович
Шерзод Дустмуратович Кулматов (15 мая 1981 года, Гулистан, Сырдарьинская область, Узбекская ССР) — узбекский экономист и политический деятель, депутат Законодательной палаты Олий Мажлиса Республики Узбекистан III и IV созыва. Член Демократической партии Узбекистана «Миллий Тикланиш».

## Биография
В 2001 году Шерзод Кулматов окончил Государственный университет Гулистана по специальности экономист. В 2015 году избран в Законодательную палату Олий Мажлиса Республики Узбекистан III созыва, а в 2020 году переизбран на ещё один срок и назначен на должность члена Комитета по труду и социальным вопросам Законодательной палаты Олий Мажлиса Республики Узбекистан.
В 2024 году награждён медалью «За лояльные услуги».